# Iran aux Jeux olympiques de 1900
Un escrimeur de nationalité perse participe aux Jeux olympiques de 1900 qui ont lieu à Paris en France. C'est le premier participant iranien aux Jeux olympiques et le seul jusqu'en 1948.

## Résultats

### Escrime
| Athlète         | Épreuve           | Tour 1 | Tour 1 | Quart de finale | Quart de finale | Demi-finale  | Demi-finale  | Finale       | Rang |
| Athlète         | Épreuve           | Groupe | Rang   | Groupe          | Rang            | Groupe       | Rang         | Finale       | Rang |
| --------------- | ----------------- | ------ | ------ | --------------- | --------------- | ------------ | ------------ | ------------ | ---- |
| Freydoun Malkom | Épée individuelle | I      | 2 Q    | D               | 4–6             | Non qualifié | Non qualifié | Non qualifié | 19   |